# Kastoriá
Kastoriá (en griego: Καστοριά, macedonio: Костур(Kostur), albanés: Kosturi) es una ciudad de Grecia perteneciente a la  periferia de Macedonia Occidental. Se sitúa en un promontorio en la orilla occidental del lago Orestiada, en un valle rodeado por montañas de piedra caliza. Es la capital de la unidad periférica de Kastoriá. Su población, según estimaciones del año 2001, es de 16.218 habitantes.

## Etimología
Hay muchas teorías con respecto al Kastoria conocido (en griego: Καστοριά IPA/ˌkasto̞ɾˈja/). Se ha dicho que el nombre deriva de la palabra griega κάστορας/kástoras (castor), que pudo haber vivido en el lago próximo (lago Orestiada). Otras teorías proponen que el nombre deriva de la palabra griega κάστρο/kástro (castillo; de la palabra latina castrum) o del héroe mítico Κάστωρ/Kástor, que pudo haber sido honrado en esa zona. El nombre para la ciudad en lengua eslava es Kostur/Костур (de kost, “hueso”), el nombre en idioma arumano es Kastoria y el nombre turco es Kesriye.

## Historia
Se cree que los orígenes de Kastoria se remontan a la antigüedad, se ha identificado con la ciudad antigua de Celetrum, que los romanos capturaron en 200 a. C. El historiador bizantino Procopio de Cesarea registra que más adelante fue rebautizada como Justinianopolis. La posición estratégica de la ciudad hizo que fuera disputada entre el Imperio bizantino y el Despotado de Epiro durante el siglo XIII. Estuvo en manos del Imperio Serbio entre 1331 y 1380.
Alrededor de 1385, el Imperio otomano conquista la ciudad. Durante la primera guerra balcánica (1912), Grecia tomó Kastoria. Los  tratados de Londres y de Bucarest de 1913 confirmaron Kastoria como territorio griego.
Durante la Segunda Guerra Mundial y la guerra civil griega, la ciudad fue fuertemente bombardeada y seriamente dañada. Fue capturada casi por el movimiento comunista de ELAS en 1948, y las batallas finales de la guerra civil ocurrieron en el cercano monte Grammos.

## Economía
Kastoria es reconocida por su comercio de piel, que domina la economía local. De hecho, el nombre de la ciudad (como se menciona anteriormente) procede de uno de los productos básicos del comercio en la antigüedad - el castor europeo (kastóri en griego), ahora extinguido en la zona. El comercio de la piel de visón predomina en la zona hoy en día. Otras industrias incluyen la venta y la distribución deproductos agrícolas autóctonos, particularmente trigo, manzanas, vino y pescado. El aeropuerto de la ciudad es el Aristotelis.

## Evolución de la población

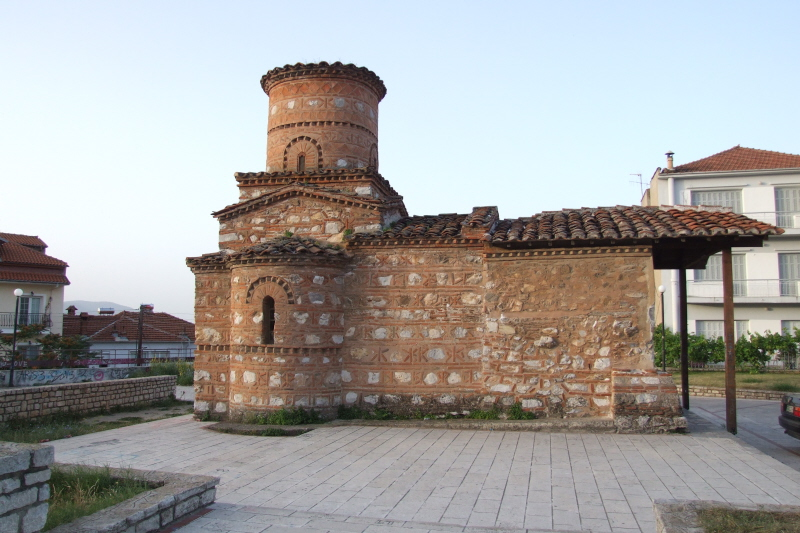
Iglesia Taxiarchis Gymnasiou.

| Año  | Población | Variación     | Población municipal |
| ---- | --------- | ------------- | ------------------- |
| 1981 | 20,660    | -             | -                   |
| 1991 | 14,775    | 5,885/-28.48% | -                   |
| 2001 | 14,813    | 38/2.57%      | 16,218              |

## Vistas de interés
Kastoria es un centro religioso importante para la Iglesia ortodoxa griega y es la sede de un obispado metropolitano. Tenía originalmente 72 iglesias bizantinas y medievales, de las cuales 54 se conservan en la actualidad. Algunas de estas se han restaurado y proporcionan una visión del estilo ortodoxo griego de la arquitectura y de la pintura del fresco.

## Deportes
Kastoria FC es el equipo de fútbol de la ciudad. Fue fundado en 1963, cuando tres equipos menores decidieron unir sus fuerzas para conseguir uno realmente competitivo. Sus temporadas más exitosas fueron en 1974, cuando lograron ascender a la Alpha Ethniki, la Primera División griega, y en 1980 cuando ganaron por sorpresa al Iraklis FC la final de la Copa de Grecia por 5-2. En 2008 compite en la Segunda División.